# Opisthoncus mandibularis
Opisthoncus mandibularis là một loài nhện trong họ Salticidae.
Loài này thuộc chi Opisthoncus. Opisthoncus mandibularis được Ludwig Carl Christian Koch miêu tả năm 1880.